# Mount Quincan
Mount Quincan är ett berg i Australien. Det ligger i regionen Tablelands och delstaten Queensland, omkring 1 400 kilometer nordväst om delstatshuvudstaden Brisbane. Toppen på Mount Quincan är 862 meter över havet, eller 159 meter över den omgivande terrängen. Bredden vid basen är 7,7 km.
Runt Mount Quincan är det mycket glesbefolkat, med 6 invånare per kvadratkilometer.. Närmaste större samhälle är Atherton, omkring 11 kilometer väster om Mount Quincan. 
Omgivningarna runt Mount Quincan är huvudsakligen savann. Genomsnittlig årsnederbörd är 2 169 millimeter. Den regnigaste månaden är mars, med i genomsnitt 496 mm nederbörd, och den torraste är oktober, med 36 mm nederbörd.